# 教派神道
教派神道（きょうはしんとう、旧字体：敎派󠄂神󠄀道󠄁）とは、狭義には、江戸時代までの伊勢神宮・出雲大社・富士山・御嶽山などの講組織や、江戸時代から明治時代に起こった新宗教も含め、明治時代に神道を宣教する教派として段階的に公認されていった総計14の神道系教団のこと。宗派神道（しゅうはしんとう）とも呼ばれる。
途中で1教派（伊勢神宮系の「神宮教」）が離脱し、（戦前において）最終的に出揃ったのは13教派だったので、かつては神道十三派（しんとうじゅうさんぱ）とも表現された。
広義には、戦後に「教派神道連合会」に新たに加入した「大本」も含む。（戦後に「大本」が「教派神道連合会」に新たに加入し、逆に「天理教」と「神道大成教」が離脱したため、現在「教派神道連合会」所属の教派は、12教派となっている。）
神社神道と対比され、神社神道が（明治以降、伊勢神宮の下に束ねられることになる）日本各地の様々な神社・慣習的信仰の集合体であるのに対して、教派神道は（江戸時代後期の、根源的・包括的信仰を模索する国学・復古神道の系譜に影響を受けた）大教院の理念を引き継ぎ、綜合的な性格が強いため、中心的機関・教団である神道本局（神道大教）をはじめとして、祭神には原初神である天之御中主神から始まり、全ての神々（神祇）を祭るという姿勢の教団が多い。
黒住教・神習教・神理教・禊教・金光教・大本などの一部教団は、教祖自身が、国学・復古神道（あるいは儒家神道）の系譜から、直接的に思想的影響を受けている。

## 概要
明治新政府の宗教行政では、神仏合同の大教宣布と教導職を成すため、1868年（明治元年）頃、神仏分離令が出され、廃仏毀釈が起こり、同年、祭政一致の制度を復活する。その宣教機関として1872年（明治5年）に大教院が設置されるが、1875年（明治8年）に解散。その代わりに神道側は同年、神道事務局を設け、そこに元来ばらばらに存在した民衆信仰的な宗教を所属させ、信者数など一定の条件を満たした教派を「独立教派」として公認した。これが教派神道の始まりである。
1876年（明治9年）の神道黒住派 (黒住教)・神道修成派に始まり、1886年（明治19年）には神道事務局が自ら「神道本局」（後に「神道大教」に改名）という一教派へと組織改編したり、1899年（明治32年）には「神宮教」が「神宮奉斎会」となって教派から離脱したりしつつ、1908年（明治41年）の天理教まで、計13派（離脱した「神宮教」も含めれば計14派）が出揃った。
| 教派                                                        | 初代・教祖 | 独立公認年月           |
| ----------------------------------------------------------- | ---------- | ---------------------- |
| 神道黒住派（黒住教）                                        | 黒住宗忠   | 1876年（明治9年）10月  |
| 神道修成派                                                  | 新田邦光   | 1876年（明治9年）10月  |
| 神道神宮派（神宮教） （→ 神宮奉斎会 1899年（明治32年））    | 田中頼庸   | 1882年（明治15年）5月  |
| 神道大社派（神道大社教・出雲大社教）                        | 千家尊福   | 1882年（明治15年）5月  |
| 神道扶桑派（扶桑教）                                        | 宍野半     | 1882年（明治15年）5月  |
| 神道実行派（実行教）                                        | 柴田花守   | 1882年（明治15年）5月  |
| 神道神習派（神習教）                                        | 芳村正秉   | 1882年（明治15年）5月  |
| 神道大成派（神道大成教） （→ 1976年（昭和51年）連合会退会） | 平山省斎   | 1882年（明治15年）     |
| 神道御嶽派（御嶽教）                                        | 下山応助   | 1882年（明治15年）9月  |
| 神道本局（神道大教）                                        | 稲葉正邦   | 1886年（明治19年）1月  |
| 神理教                                                      | 佐野経彦   | 1894年（明治27年）10月 |
| 禊教                                                        | 井上正鐵   | 1894年（明治27年）10月 |
| 金光教                                                      | 金光大神   | 1900年（明治33年）6月  |
| 天理教 （→ 1970年（昭和45年）連合会退会）                   | 中山みき   | 1908年（明治41年）11月 |

1912年（明治45年）には「連合会」が組織され、戦後に至るまで13派体制が維持されたため、神道十三派と呼ばれるようになった（なお、当時の仏教の認可も13宗（十三宗五十六派）である）。
戦後には、連合会に大本も入会したが、天理教・神道大成教が退会したため、連合会所属は12派になっている。
| 教派 | 初代・教祖              | 連合会加入年月     |
| ---- | ----------------------- | ------------------ |
| 大本 | 出口なお・ 出口王仁三郎 | 1956年（昭和31年） |

文化庁の分類によれば、大きく復古神道系、山岳信仰系、禊系、儒教系、純教祖系に分類される。復古神道系は、神道大教や神理教、出雲大社に端を置く出雲大社教がある。山岳信仰系には富士信仰の實行教、枎桑教、御嶽信仰の御嶽教がある。儒教系とされるのは神道大成教と神道修成派。禊系は禊教と神習教である。純教祖系、教祖の体験と教えに比重の大きい教団は、黒住教、天理教、金光教、大本である。天理教は今では文化庁の分類上も教派神道系ではなく諸教に分類される。

## 教派神道の制度の成立
教派神道のきっかけは、1868年（明治元年）の神祇官の再興と神仏判然令を始まりとする神仏分離によって、国家による祭政一致が形成され、神道を宣布するための宣教使という概念が残ったという状況に基本形が見られる。従来より存在した神社や神道系の講社、民間信仰の教会が結集した神道事務局が用意されると、そこから、一定の条件を満たした各教派が独立する。
また、1870年（明治3年）に大教宣布の詔が発布され、1876年（明治9年）には神道事務局に生徒寮を設置して神職の養成に力を注いだ明治新政府（太政官）であったが、政教分離・信教の自由論が世の中に広まり、教導職が終盤を迎え、それに伴い神道事務局の中では、旧典練習所をより発展させた機関を設置する必要があると考えが強まっていった。これにより、明治政府は、日本固有の思想の探究を組織化するために、神道事務局から独立して東京府に皇典講究所を設置した。後に國學院大學へ継承される。

### 祭政一致の形成
1868年（明治元年）前後には、幾度かの太政官布告・太政官達によって、神道を国家の宗祀と位置付け国家によって中央集権化し、神職の世襲制を廃止することで、白川家・吉田家による神職管轄が終焉していく。
1868年（明治元年）明治維新により神祇官が復活し、神道による国民教化が行われる。また太政官達である神仏判然令を始まりとする神仏分離も同時に進行する。1870年（明治3年）大教宣布の詔により、大教という概念が提起され、神道を宣教するために宣教使という制度が発足する。1872年（明治5年）、宣教使は廃止される。

### 教部省と教導職、大教院
1872年（明治5年）3月教部省を設け、4月には神官と僧侶に教導職を任じる。教導職は14階級あり、三条教則を宣布した。教部省は1880年に廃止されることになる。神官教導職は、当初は4月29日に東西二部制になり、東部管長は伊勢神宮祭主の近衛忠房、西部管長は出雲大社の大宮司の千家尊福で、どちらに属すかは信仰の自由としたため伊勢派と出雲派の勢力争いの様相を呈した。翌年1月30日に二部制を廃し神道として一括したが、のちに千家尊福、久我建通、稲葉正邦の3部制となり、さらに伊勢神宮の大宮司の田中頼庸を加えて4部制となったその同日には、黒住派と神道修成派が教派神道として特立することを経て、区分制は廃止となった。
1873年（明治6年）5月に、教部省は講社認可の基準である教会大意を制定し、8月には、黒住、後の禊教である吐菩加美（とほかみ）、御岳、のちの枎桑教である富士一山のほか仏教系の講社も認可された。
1873年（明治6年）には教導職の神仏合同の総本山として、大教院が、最初は麹町紀尾井町、後に芝の増上に設立される。大教院は教部省による教化を具体化するために、仏教側の発案で置かれたものであったが、神道一色になる。仏教側が真宗を中心として脱会していき、1875年（明治8年）4月30日には教部省達によって大教院は解散する。先立って伊勢神宮を中心に全国の神社や、神官や民間の神道系講社に属する教導職が集い、3月に神道事務局を結成した。神道側は仏教の各宗派にあたるような組織がないことを察知し、1875年（明治8年）3月27日、大教正の三条西季知、権大教正の稲葉正邦、田中頼庸、平山省斎、鴻雪爪が連名で神道事務局の創立を教部省に願い出る。稲葉正邦は神道事務局の初代管長、田中頼庸は伊勢神宮の大宮司で神宮教の初代管長、平山省斎は氷川神社の大宮司で神道大成教と御嶽教の初代管長、鴻雪爪は御嶽教の二代管長となることになる。

### 神道事務局
翌日の1875年（明治8年）3月28日、神道事務局の設立の許可を得る。4月8日に教部省に神道事務局創建大意を伺い許可されるが、その内容は、神道としての連携がままならない現状であるが、神道の布教のために伊勢神宮の皇大神宮を中心として小さな社までもが連携をとれるようにしたいということであった。4月15日、神道事務局が神宮司庁東京出張所内に開局した。神道事務局が全国の神社や講社を結集したものであったためここから各教派が分派し独立していった。開局翌年の1876年（明治9年）には、教勢が盛んであった神道黒住派と神道修成派が独立教派となった。

#### 神宮遥拝殿と祭神論争
神道事務局には、大教院を継承する神宮遥拝殿を中央神殿とし布教の拠点とする構想があった。神宮遥拝殿は、天照大神の分霊を祀ることから、教部省だけではなく、天皇が訪れ正院の許可を得、建設に着手し宮内庁や各宮家からも寄付金が寄せられた。神宮遥拝殿はのちの東京大神宮である。
千家尊福による神道事務局の神殿に奉斎する神々についての意見は、1880年（明治13年）には、伊勢派と出雲派に分かれるほどの大論争となっていた。明治天皇の命により1881年（明治14年）1月に神道大会議が開催され、官舎の全宮司と6級以上の教導職をあわせ118名が参加したが収拾がつかず、2月に明治天皇の勅裁によって収拾した。

## 祭教分離―教導職の廃止と教派独立の促進
1882年（明治15年）1月、内務省による乙第7号によって、祭教分離が行われ、神官教導職についているものが祭祀を行うことを禁止されることで、祭祀を行う神官を続けるか、教法を説くかの分離が促進され、教派神道の形成が強固となった。
この後、1882年（明治15年）5月15日、神宮教を含む6派が独立し、神宮教の所有に移った祭神論争のもととなった神宮遥拝殿は大神宮祠と改称し、神宮大麻は神宮教が頒布することになる。千家尊福のようにこれを機に出雲大社の宮司を辞して弟に譲り、出雲大社教の管長となった例も見られる。1884年（明治17年）8月11日の政官布達によって教導職は廃止され、祭政一致を経た政教分離の意図のもとで祭教分離され、教派神道が明確に形成された。教導職が廃止されると神道事務局は当初の開局の理由を失う。1886年（明治19年）、教部省の神道側による管轄として、半ば、神道の公的中央機関であった神道事務局は、神道本局と改め、教派神道の一派となる。

## 教学分離―皇学研究機関
1868年（明治元年）12月には、京都に皇学所が設けられたが翌年廃止され、教部省が設置されると同省が講究にあたった。
1882年（明治15年）には皇学の研究機関があいついで設立される。その理由としては祭神論争において教学の必要性が痛感された背景がある。国家神道による祭祀、教派神道の教法家による教義と教化、国学者による教学の学問的研究、祭神論争が教法家と国学者とに分かれ、教法家が一派独立を果たしていく中で、国学者が刺激され教学分離が進んだというものである。4月30日、神宮教は、伊勢に神宮皇學館を設立する。これは後の皇學館大學へとつながる。5月30日、東京大学に古典講習科が設置される。

### 皇典講究所
11月4日には、皇典講究所が設置される。統一的な神道の宣教機関が神道事務局であり、その神道事務局の神職を養成するために設立された。（創立されたのは、1881年で、御下賜金を財源に、麹町区飯田町（現千代田区）の邸宅を買収して行なわれた。）
神道大会議直後に内務卿の山田顕義の建議により設置が決まり、初代総裁に有栖川宮幟仁親王（-たかひと-）が就任し、日本独自の学問を講究するという意図を告諭している。「皇典講究所創設告文」には、久保李茲、井上頼圀、逸見仲三郎、宍野半が連名で、国体維持のための人材養成という創設の意図を著した。皇典講究所は地方に分所を設け、受講者に神職の資格を与えた。

### 國學院
1890年（明治23年）11月22日、皇典講究所内に國學院開院。皇典講究所と國學院大學は、国家の宗祀である神社の神職養成を内務省から委託されていた。両機関は基本的には国家の宗祀のための神職の養成を受け持った。（しかし、卒業資格があれば教派による教師試験の免除であったり、教授や各教派の管長となっている者も多い。）
日本大学は、皇典講究所との関係性から大正13年（1924年）から神道教師の再教育を目的に神道講座を開講し、神道教派聯合会（現教派神道連合会）から神道奨学会が組織された。

## 各教派の独立公認
各教派は、神道事務局にいったん集結した神社や講社が、一定の条件を満たし分派独立していったものである。

### 分類
文化庁の『宗教年鑑』によれば、復古神道系、山岳信仰系、教祖の神懸かりや教えを重視する純教祖系などに分類される。
井上の『教派神道の形成』によれば以下のような分類が見られる。
- 従来の神道的伝統を継承している
神道修成派、神習教、神道大成教、特に神理教を主要な考察対象としている[34]。
- 神社崇敬が基盤
伊勢信仰を基盤とする神宮教、出雲大社を崇敬する出雲大社教。
- 山岳信仰が基盤
御嶽信仰の御嶽教。各講社が御嶽教一派にまとまってはおらず、神道修成派、神習教、神道大成教などに所属した講社もある[33]
富士信仰の實行教と枎桑教、どちらも開祖は長谷川角行におく富士講諸派が母体[33]。實行教は富士講身禄派の食行身禄から派生した不二道の系譜である[33]。枎桑教は、浅間神社宮司で大教院の会計長でもあった宍野半が、吉田口から入山する身禄派以外にほかの場所から入山する富士講も包括する意図で各講の結集を図った[35]。
- 教祖が創唱した傾向が強い
黒住教、金光教、天理教は特に教祖に宗教的回心の体験がある。禊教の教祖は回心体験は強くないものの修業を研鑽した。
- 宗教行政が成立させた
神道事務局（のち神道本局から神道大教へと至る）、神道大成教。

### 神道十三派
神道十三派という表現が一般化したのは、1908年の天理教の独立認可以降、1945年の宗教団体法の廃止まで約40年の間、政府公認の神道教派が以下13派であったからである。神道大教、黒住教、神道修成派、出雲大社教、枎桑教、實行教、神道大成教、神習教、御嶽教、神理教、禊教（正式には「示」へんではなく「ネ」と書く）、金光教、天理教。
神道系新宗教として区別する場合もある。このときは天理教、金光教などは教派神道から省かれ神道系新宗教に分類される。阪本は、天理教と金光教は教派神道に分類されることを拒否しているとしている。2011年現在、天理教については文化庁による『宗教年鑑』で教派神道系ではなく諸教に分類される。これに対して、典型的な教派神道は神道修成派、出雲大社教、神習教、神理教とされる。

### 教派神道連合会
1895年（明治28年）に出雲大社教、黒住教、御嶽教、實行教、神習教、神道大成教、枎桑教、神宮教（後の財団法人神宮奉斎会）の8教派が参加し「教派神道連合会」の前身である「神道同志会」を結成した。1899年（明治32年）に神道本局（神道大教）、神理教、禊教が加盟し「神道懇話会」と改称し、更に1912年（明治45年）に金光教、神道修成派、天理教が加盟し13派の形が整い「神道各教派連合会」と改称する。1934年（昭和9年）に現名称となる。
1956年（昭和31年）に大本が加盟。1970年（昭和45年）に天理教が退会。1976年（昭和51年）に神道大成教が退会。また1959年（昭和34年）に神習教が退会、1994年（平成6年）に復帰している。
1995年には、結成100周年を迎え「教派神道連合会結成百周年記念式典」が開催された。禊教、神道大教、實行教、金光教、黒住教、枎桑教、御嶽教、神理教、大本、神習教、神道修成派、出雲大社教、12教派に加え、天理教、神道大成教の管長も出席した。

### 信者数
| 教団       | 信者      | 教師   | 神社・教会 |
| ---------- | --------- | ------ | ---------- |
| 神道大教   | 21,195    | 471    | 155        |
| 黒住教     | 297,154   | 1,159  | 301        |
| 神道修成派 | 6,502     | 176    | 50         |
| 出雲大社教 | 1,266,418 | 8,188  | 158        |
| 枎桑教     | 32,300    | 477    | 135        |
| 実行教     | 8,625     | 221    | 85         |
| 神道大成教 | 10,748    | 67     | 24         |
| 神習教     | 81,819    | 166    | 95         |
| 御嶽教     | 25,380    | 971    | 323        |
| 神理教     | 31,945    | 677    | 125        |
| 禊教       | 6,036     | 61     | 13         |
| 金光教     | 353,142   | 3,259  | 1,448      |
| 大本       | 164,478   | 3,855  | 688        |
| 合計       | 2,305,742 | 19,748 | 3,600      |

### その他の神道系教派

#### 天社土御門神道
明治以前において安倍晴明の子孫である土御門家が宗家として司っていた陰陽道も、江戸時代に垂加神道の説を取り入れて土御門神道（天社神道）を興したが、占いやまじないを含むことから明治政府は邪教視し、「天社神道禁止令」を発令したため、教派神道としての結成は叶わなかった。戦後に宗教法人「天社土御門神道本庁」として復興したが、宗教法人としての登記上は教派神道でも神社神道でもなく、「（その他団体）」という注記が付帯されており、「諸教」に分類されている。

## 年表（独立の歴史）
- 1875年（明治8年）4月15日、神道事務局が開局する[20]。
- 1876年（明治9年）10月23日:神道事務局から黒住派、神道修成派の別派特立[20]。
神道修成派は、大講義であった新田邦光が富士信仰、御岳信仰の行者を結集した修成講社にはじまり、行者の低俗視から圧迫を受けたため独立を願い出ていた[20]。
- 1882年（明治15年）5月15日:神道事務局から神宮派、大社派、扶桑派、実行派、大成派、神習派の別派特立[42][28]。この時点で国家神道と教派神道が明確に区別される[43]。
- 1882年9月28日:神道事務局から御嶽派の独立[44]。
- 1882年10月5日:これまで派名で独立していたが、分派ではないとしてそれぞれ教団となる[45]。
- 1884年（明治17年）8月11日、太政官布達により、12年間続いた教導職は廃止された[25]。
- 1884年（明治17年）10月:神道事務局は有栖川宮総裁のもとで旧淀藩主稲葉正邦を管長として教派神道の形態を整える[25]。
- 1886年（明治19年）1月:神官・神職以外の旧教導職が集まり、神道事務局は神道教規を制定し神道本局（のちの神道大教）と改め独立した[46]。神道本局の正式な教派名は神道だが、一般用語の神道と紛らわしいので、事務局があった場所が神道本局であるために神道本局と呼ばれることが多い[47]。
- 1894年（明治27年）10月:御嶽教から神理教が独立。神道本局から禊教が独立する。
- 1899年（明治32年）神宮教は伊勢神宮から生まれていた一教団であったために国家神道の確立と共に、国家事業である神宮大麻の頒布を任されていることへの批判もあり解散する[48]。このときまでは神宮教も明確に教派の一つであった[36]。
- 1900年（明治33年）:神道本局から金光教が独立。
- 1908年（明治41年）:神道本局から天理教が独立。このとき天理教の教師数が21000人ほどであったため、神道本局の教師数が30000人ほどから9000人ほどにまで激減した[37]。
- 1912年（明治45年）2月25日、華族会館にて三教会同として、教派神道13名、仏教51名、キリスト教7名の代表が集った[49]。
金光教や天理教は明治政府の弾圧により、神道的に教義を整え教派神道に合流している[4]。

このようにある教団の中により小さな宗教組織が内包されていたのは、宗教団体法という制度があったからである。宗教団体法では、宗教団体として登記するためのハードルが高いため、小規模な組織は大きな組織に形式上属していることが必要とされた。敗戦後の宗教法人法では、宗教法人になることが以前より容易になったので、より小さな宗教団体の離脱が多くなる。

## GHQによる神道指令
1945年（昭和20年）12月15日、連合国軍最高司令官総司令部（GHQ）によって国家神道の解体を目的とした神道指令が発せられる。
翌年1月、大日本神祇会、皇典講究所と神宮奉賛会は発展解消して、宗教法人神社本庁を設立する。3月には、神宮皇學館大學は神道指令で廃止する。4月、各教派の代表は、放送会館108号でGHQ民間情報教育部に対し自教団の説明を行う。6月、天理教本芝大教会での、各派管長とGHQ宗教課長のW・K・バンスとの懇談会で、占領軍は教派神道の宗教活動になにも制約を課さないことを約束する。

### 天理教の復元・金光教の教制審議会
天理教は1945年（昭和20年）すぐに復元の方針を定め、1951年から金光教は教制審議会を設け神道色を排除していく。

### 宗教法人法と神道系新宗教
政府による公認宗教が神道13派仏教13宗であった体制は、宗教法人法が施行されると、さらに小さな団体が宗教団体として別れていった。

### その後の神道研究機関
神道研究機関は、國學院大學のみが残り、神道研究や教育の中心を担ってきた学者も多くは追放され、折口信夫、柳田國男といった民俗学者や追放を免れた若手の神道研究者が後を担った。1946年3月20日に國學院大學は法人となり、内務省より委託を受けていた神職養成は4月より新たに神社本庁からの委託として継続、翌年にはGHQの宗教課のバンスとウッダードが私学としての神道研究と神職養成は問題ないとしたことから、1948年には神道事務部を設置し神職養成機構を形成した。
神道講座を行っていた神道奨学会も1946年に解散する。1949年7月、天理教東京出張所の錦江大教会での教派神道連合会で、教派神道連合会から委託を受けて神道講座を國學院大學の神道研修部にて実施することを決定し、同年から1966年まで続けられた。神道講座を國學院大學で行うことで、神社神道と教派神道を併せた神道大学としての像を企図していた。1996年時点で教派神道についての講義を持つのは國學院大學のみとされる。